# Coprinopsis atramentaria
Coprinopsis atramentaria (Bull.) Redhead, Vilgalys & Moncalvo, 2001 è un fungo della famiglia Psathyrellaceae che in passato veniva usato per la produzione dell'inchiostro.

## Descrizione della specie

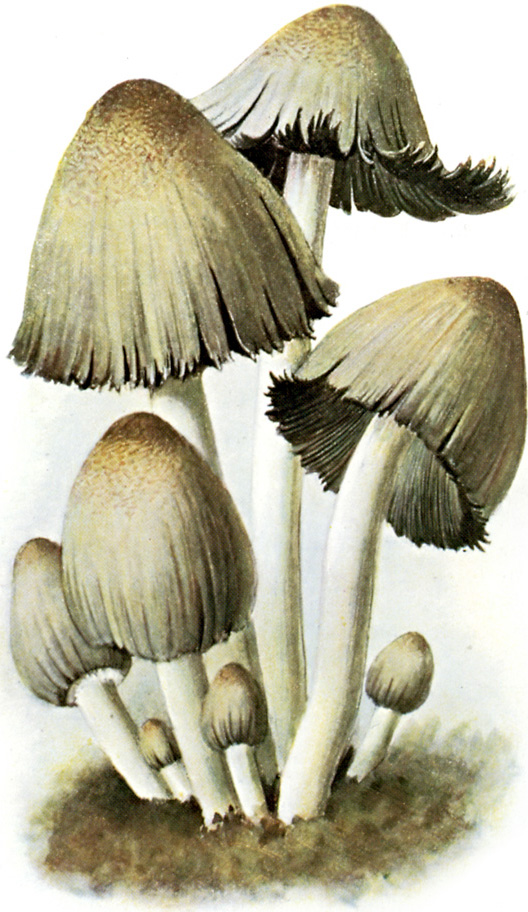
Illustrazione di C. atramentaria

Cappello 
3–6 cm, prima ovoidale, spesso tronco all'apice, poi aperto, con il margine che si rompe e si liquefà; grigio-brunastro, più scuro verso il centro, con piccole scaglie appressate, tipicamente scanalato, con orlo ondulato in maniera irregolare.
 Lamelle 
Libere, ventricose e pruinose, larghe 7–15 mm, prima molto fitte e bianche, poi larghe brune e infine nerastre e deliquescenti.
 Gambo 
8-18 x 0,8-1,5 cm, cilindrico e attenuato verso l'alto, sericeo, concolore al cappello, con scaglie brunastre nella parte inferiore, molto presto cavo all'interno.
 Carne 
Bruno-grigiastra negli esemplari giovani, poi biancastra in quelli adulti, fibrosa nel gambo.
Odore e sapore: non particolari.
 Spore 
Nere in massa, 7-10 x 4,5-6 µm, ellittiche, con poro germinativo evidente.

## Etimologia
- Dal greco kòpros = sterco, attinente allo sterco.
- dal latino atramentum = inchiostro, per via della deliquescenza nera.

## Habitat
È un fungo saprofita e lignicolo. Cresce spesso cespitoso ai bordi dei ceppi di alberi isolati. Fruttifica dalla primavera all'autunno.

## Commestibilità
Alcune fonti lo riportano come edule da giovane, molte altre come non commestibile, neanche dopo cottura.

Diviene comunque velenoso se ingerito insieme a bevande alcooliche, anche a distanza di parecchie ore, a volte anche giorni (sindrome coprinica), ne è pertanto sconsigliato vivamente il consumo.

## Specie simili
- Coprinus picaceus (sospetto), quando quest'ultimo è privo delle caratteristiche squame bianche sul cappello.

## Nomi comuni
- Fungo dell'inchiostro
- Coprino atramentario

## Sinonimi e binomi obsoleti

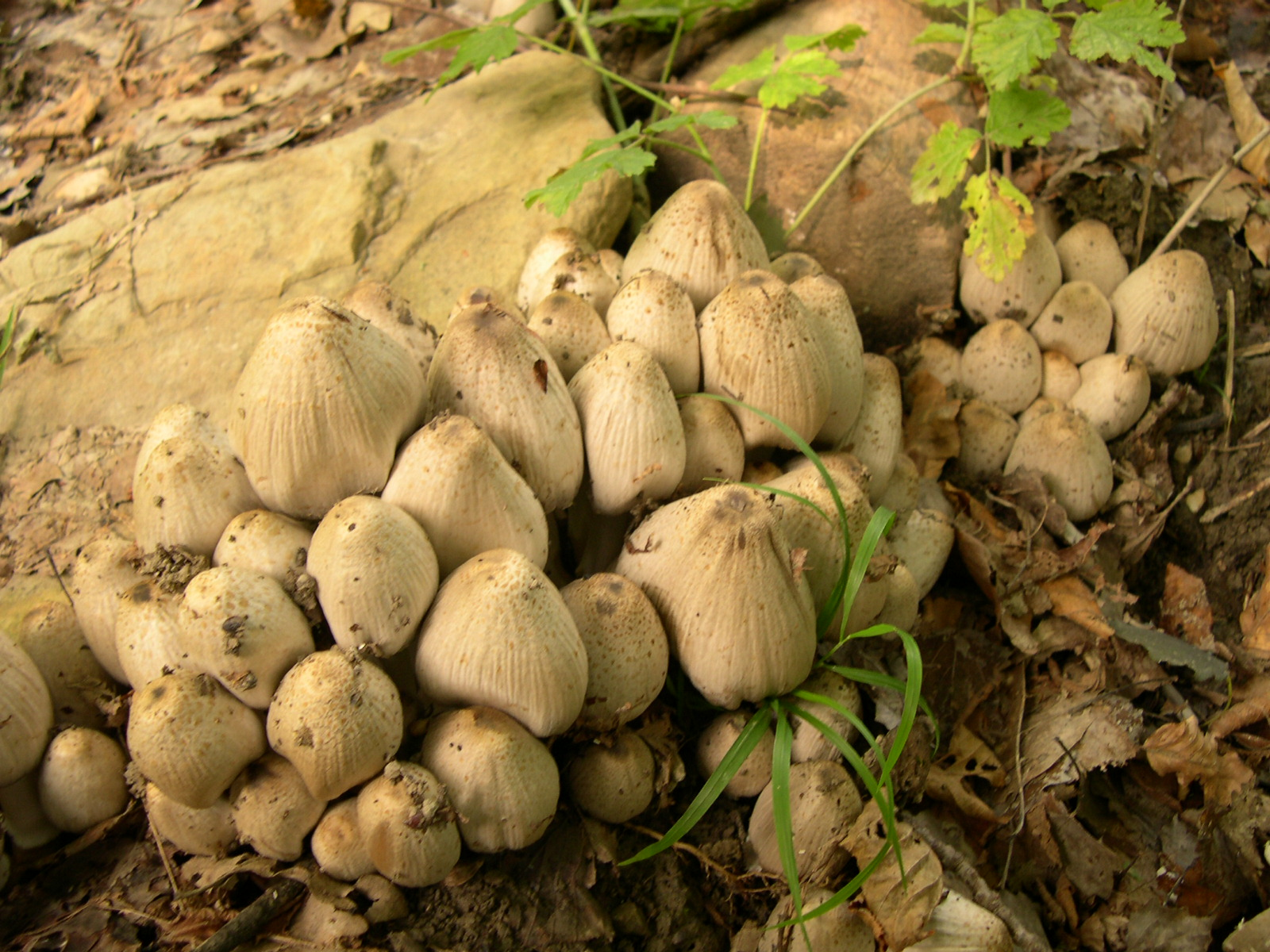
Gruppo di C. atramentarius

- Agaricus atramentarius Bull., Herbier de la France: tab. 164 (1786)
- Agaricus fimetarius sensu Sowerby (1799); fide Checklist of Basidiomycota of Great Britain and Ireland (2005)
- Agaricus luridus Bolton, Hist. fung. Halifax 1: 25 (1788)
- Agaricus plicatus Pers., Tentamen Dispositionis Methodicae Fungorum: 62 (1797)
- Agaricus sobolifer Hoffmann, Nomencl. Fung. 1: 216 (1789)
- Coprinus atramentarius (Bull.) Fr., Epicr. syst. mycol. (Upsaliae): 243 (1838)
- Coprinus atramentarius var. soboliferus (Fr.) Rea, Brit. Basidiom.: 502 (1922)
- Coprinus luridus (Bolton) Fr., Epicrisis systematis mycologici (Uppsala): 243 (1838)
- Coprinus plicatus (Pers.) Gray, A Natural Arrangement of British Plants (London) 1: 634 (1821)
- Coprinus sobolifer Fr., Epicrisis systematis mycologici (Uppsala): 243 (1838)